# Брент (Флорида)
Брент (англ. Brent) — переписна місцевість (CDP) в США, в окрузі Ескамбія штату Флорида. Населення — 23 447 осіб (2020).

## Географія
Брент розташований за координатами 30°28′19″ пн. ш. 87°15′2″ зх. д. / 30.47194° пн. ш. 87.25056° зх. д. (30.471891, -87.250693).  За даними Бюро перепису населення США в 2010 році переписна місцевість мала площу 27,32 км², з яких 26,89 км² — суходіл та 0,43 км² — водойми.

## Демографія
Згідно з переписом 2010 року, у переписній місцевості мешкали 21 804 особи в 7086 домогосподарствах у складі 4663 родин. Густота населення становила 798 осіб/км².  Було 8074 помешкання (296/км²).
Расовий склад населення:
| - 51,7 % — білих - 39,1 % — чорних або афроамериканців - 3,8 % — азіатів - 0,8 % — корінних американців - 0,3 % — вихідців з тихоокеанських островів - 1,2 % — осіб інших рас |

До двох чи більше рас належало 3,2 %. Частка іспаномовних становила 4,2 % від усіх жителів.
За віковим діапазоном населення розподілялося таким чином: 23,1 % — особи молодші 18 років, 66,9 % — особи у віці 18—64 років, 10,0 % — особи у віці 65 років та старші. Медіана віку мешканця становила 27,0 року. На 100 осіб жіночої статі у переписній місцевості припадало 88,3 чоловіків;  на 100 жінок у віці від 18 років та старших — 84,7 чоловіків також старших 18 років.
Середній дохід на одне домашнє господарство  становив 43 295 доларів США (медіана — 36 498), а середній дохід на одну сім'ю — 49 689 доларів (медіана — 42 340). Медіана доходів становила 31 547 доларів для чоловіків та 27 873 долари для жінок. За межею бідності перебувало 21,8 % осіб, у тому числі 41,7 % дітей у віці до 18 років та 8,2 % осіб у віці 65 років та старших.
Цивільне працевлаштоване населення становило 10 192 особи. Основні галузі зайнятості: освіта, охорона здоров'я та соціальна допомога — 32,6 %, роздрібна торгівля — 16,4 %, мистецтво, розваги та відпочинок — 12,7 %.